# Trận sông Lisaine
Trận sông Lisaine, còn gọi là Trận Héricourt hay Trận Belfort, là một trận đánh nổi tiếng tại Pháp trong cuộc Chiến tranh Pháp-Phổ, diễn ra từ ngày 15 cho đến ngày 17 tháng 1 năm 1871. Là một trong những cuộc giao tranh khốc liệt nhất trong cuộc chiến tranh, trận sông Lisaine là những nỗ lực của quân đội Pháp do tướng Charles Denis Bourbaki nhằm đánh đuổi quân đội Đức với quân số nhỏ hơn, do tướng August von Werder, ra khỏi các vị trí của họ. Tuy nhiên, Werder đã đập tan các cuộc tiến công của quân Pháp, khiến cho tinh thần của quân Pháp bị suy giảm và họ rơi vào tình trạng vô cùng náo loạn. Đây là một trong hàng loạt chiến thắng của quân đội Đức trước quân đội cộng hòa non trẻ của Pháp trong cuộc chiến tranh.
Về hướng Đông khi ấy, Belfort là pháo đài lớn duy nhất của Pháp còn cầm cự trước quân Đức. Vào tháng 12 năm 1870, tướng Bourbaki đã dẫn Binh đoàn phía Đông thật sự không được trang bị và huấn luyện đến Belfort để đối đầu với quân đội của Werder cuộc vây hãm Belfort. Trong các ngày 15 – 17 tháng 1 năm 1871, Bourbaki đã tiến công các cứ điểm của Werder dọc theo sông Lisaine. Trận đánh đã diễn ra quyết liệt trong thời tiết khắc nghiệt, nhưng sự rối loạn của các mệnh lệnh, sự thiếu mạnh mẽ của Bourbaki, sự không thích hợp với trọng trách của viên tướng tình nguyện người Ý cho quân đội Pháp là Giuseppe Garibaldi, kết hợp với bản lĩnh của quân đội Đức được huấn luyện tốt và sự thiếu kinh nghiệm của binh lính Pháp đã mang lại thất bại cho quân Pháp, minh chứng cho quyết định không chấm dứt cuộc vây hãm Belfort của Werder. Ngoài ra, giới sĩ quan Pháp cũng không được táo bạo như những người đồng cấp của họ về phía Phổ. Ngay từ ngày đầu của cuộc chiến, kế hoạch của Bourbaki đã gặp bất lợi, và trong ngày cuối cùng, tình hình đã chứng nhận rằng mọi nỗ lực của Bourbaki nhằm chọc thủng chiến tuyến của quân đội Đức là vô ích: vào buổi sáng hôm đó, ông xua quân tấn công Chagey, và vào buổi trưa ông tấn công Béthancourt. Lúc chiều, một cuộc pháo kích cũng diễn ra ác liệt gần Montbéliard, và tại Frahier quân Đức do tướng Keller bị quân Pháp với ưu thế áp đảo về quân số tiến công. Tuy nhiên, quân Đức vẫn luôn luôn đứng vững. Boubarki cuối cùng đã bác bỏ đề nghị nỗ lực một lần cuối để giải vây cho Belfort của một sĩ quan trẻ tuổi. Mặc dù ba ngày chiến đấu khốc liệt đã mang lại thiệt hại nặng nề cho quân Đức, thiệt hại của quân Pháp còn to lớn hơn hẳn thiệt hại của đối phương. Bourbaki ra lệnh triệt thoái về một vị trí thuận lợi cách đó không xa, tuy nhiên Binh đoàn thứ nhất của Đức do tướng Edwin von Manteuffel chỉ huy đang tiến đến, đẩy quân Pháp vào nguy cơ bị hai binh đoàn Đức đập tan. Bourbaki buộc phải rút quân về Besancon.
Vua Wilhelm I của Phổ đã tấm tắc ca ngợi chiến thắng của tướng Werder tại Héricourt. Sau khi đánh bại cuộc tiến công của đối phương, trong một loạt các vận động khôn khéo của mình, quân đội Phổ đã cắt đứt đường rút lui của quân đội Pháp về hướng Tây. Vào ngày 26 tháng 1 năm 1871, trước tình hình tuyệt vọng, Bourbaki xuống lệnh cho đoàn quân thất trận của ông ta chạy sang Thụy Sĩ lánh nạn, và vào ngày hôm sau, ông tự sát nhưng không thành công. Tướng Justin Clinchant đã lên thay chức Bourbaki, và quân ông bị Binh đoàn thứ nhất của Đức do Thượng tướng Bộ binh Edwin von Manteuffel chỉ huy đẩy bật về hướng nam. Sau thất bại trong trận Pontarlier, vào ngày 1 tháng 2 năm 1871, khoảng 8 vạn quân Pháp đã từ bỏ vũ khí và tiến vào miền Tây Thụy Sĩ. Họ bị người Thụy Sĩ giam giữ cho đến tháng 3.